# Albert R. Meyer
Pour les articles homonymes, voir Meyer.
Albert Ronald da Silva Meyer (né en 1941) est professeur d'informatique au Massachusetts Institute of Technology (MIT).

## Biographie
Albert Meyer fait toutes ses études supérieures à l'université Harvard. Il soutient un doctorat Ph. D. en 1972 en mathématiques appliquées, préparé sous la direction de Patrick C. Fischer. Il occupe de 1967 à 1969 un poste de professeur assistant en informatique à l'université Carnegie-Mellon, et il est en poste au MIT comme professeur depuis 1969. En février 1991, il est nommé sur une chaire de Hitachi America.

## Recherche
L'une des contributions importantes d'Albert Meyer est l'article écrit avec Larry Stockmeyer (Meyer et Stockmeyer 1972) introduisant la hiérarchie polynomiale. Cette hiérarchie fait maintenant partie des notions de base en théorie de la complexité.
Il a dirigé les thèses de Ph.D. d'un nombre imposant de d'étudiants dont de nombreux sont devenus des scientifiques informaticiens réputés, parmi lesquels Edward M. McCreight, Nancy Lynch, Leonid Levin, Jeanne Ferrante, Charles Rackoff, Larry Stockmeyer, David Harel, Joseph Y. Halpern, et John C. Mitchell (en).
Il est éditeur-en-chef du journal d'informatique théorique Information and Computation.

## Distinctions
- Il est élu membre de l'académie américaine des arts et des sciences (AAAS) en 1987[4].
- Il est nommé Fellow (membre distingué) de l'Association for Computing Machinery (ACM) en 2000[5].

## Publications
- Albert R. Meyer et Larry J. Stockmeyer, « The equivalence problem for regular expressions with squaring requires exponential space », dans Proc. 13th Annual Symposium on Switching and Automata Theory, 25-27 octobre 1972, 1972 (DOI 10.1109/SWAT.1972.29), p. 125–129. DOI 10.1109/SWAT.1972.29